# Aloïs Berghs
Aloysius Rudolphus Berghs (Eindhoven, 21 juni 1858 - Les Lilas, 15 december 1915) was een Belgisch toondichter, muziekleraar, violist en orkestleider. Geboren te Eindhoven als Aloysius Rudolphus Weelen, gewettigd  bij huwelijk van zijn ouders, Josephus Matheus Berghs en Henrica Petronilla Weelen, te Lier op 1 april 1869.

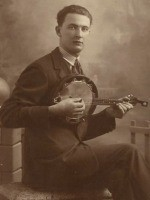

## Levensloop
Op zijn zeven jaar werd hij koorknaap in de Antwerpse Sint-Pauluskerk. Hij studeerde vervolgens in het Antwerps conservatorium orgel, viool, piano, harmonie en contrapunt
. Hij werd organist in Antwerpen.
Hij verhuisde naar Frankrijk en werd:
- 1878: altviolist in de schouwburg van Angers,
- 1879: altviolist in Spa,
- 1880: tweede dirigent in het theater van Nancy,
- 1883: dirigent in het theater van Le Mans,
- 1884: dirigent in het theater van Périgueux.

In 1885 was hij in Antwerpen terug als dirigent in de schouwburg Cirque. Hij vertrok daarop naar de Verenigde Staten waar hij pianist werd en nadien dirigent van het filharmonisch orkest in New Orleans.
Terug in België, verkreeg hij in Borgerhout, bij gemeenteraadsbesluit van 27 mei 1890, toelating een muziekschool op te richten in het oud gemeentehuis van de gemeente. Hij woonde aldaar in de Van der Keilenstraat nr. 58.
Hij was vervolgens als dirigent verbonden aan de Koninklijke Vlaamse Schouwburg in Brussel.  
In 1898 woonde hij als muziekleraar te Mechelen op het adres Capucienenvest nr. 122.
Bij het uitbreken van de Eerste Wereldoorlog verkocht hij zijn auteursrechten aan de uitgeverij Victor Muyldermans te Borgerhout en vluchtte naar Frankrijk, waar hij ook zou overlijden.

## Composities
Van hem zijn een tiental composities en evenveel liederen bekend.
- De Taalstrijd, cantate op tekst van Jan van Rijswijck (1887),
- De Leeuw van Vlaanderen, drama op tekst van Van Cuyck,
- Gavotte espagnole opus 15, bekroond in een internationale muziekwedstrijd in Parijs (1884),
- Psalm 150 voor koor en orkest,
- Le Printemps, voor mannenkoor,
- Ferencz Renyl, opera, libretto Th. Vermaere & G. Hogguer.
- Koorwerken en liederen.